# 355 (film)
355 (ang. The 355) – amerykańsko-chiński film kryminalny z 2022 roku w reżyserii Simona Kinberga. W głównych rolach wystąpiły Jessica Chastain, Penélope Cruz, Fan Bingbing, Diane Kruger i Lupita Nyong’o. Film miał premierę 5 stycznia 2022.

## Fabuła
Międzynarodowa tajna grupa agentek zostaje powołana celem zwalczenia poważnej organizacji przestępczej. W jej skład wchodzą kobiety z różnych części świata, które muszą przełamać dzielące ich różnice celem walki o dobro świata.

## Obsada
- Jessica Chastain jako Mason Browne
- Penélope Cruz jako Graciela Rivera
- Fan Bingbing jako Lin Mi Sheng
- Diane Kruger jako Marie Schmidt
- Lupita Nyong’o jako Khadijah Adiyeme
- Édgar Ramírez jako Luis Rojas
- Sebastian Stan jako Nick Fowler
- Jason Flemyng jako Elijah Clarke
- Sylvester Groth jako Jonas Muller
- Jason Wong jako Stevens
- John Douglas Thompson jako Larry Marks[1]

## Odbiór

### Reakcja krytyków
Film spotkał się ze negatywną reakcją krytyków. W agregatorze recenzji Rotten Tomatoes 25% z 226 recenzji uznano za pozytywne, a średnia ocen wystawionych na ich podstawie wyniosła 4,5 na 10. Z kolei w agregatorze Metacritic średnia ważona ocen z 40 recenzji wyniosła 40 punktów na 100.